# 剧场剧院

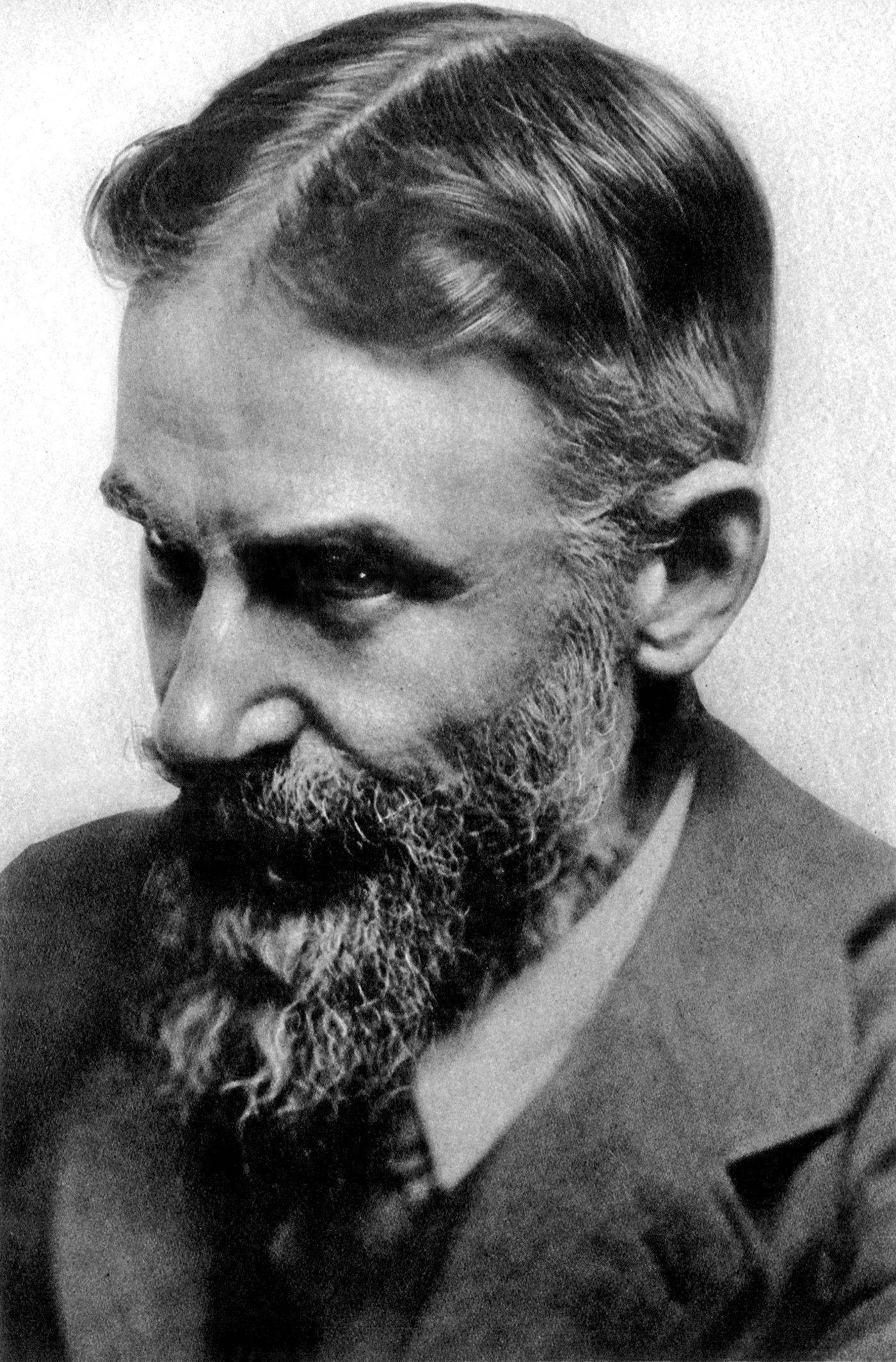

剧场剧院（Playhouse Theatre）是一个西区剧院，位于英国伦敦西敏市诺森伯兰大道，靠近特拉法加广场。该剧院由塞夫顿·亨利·帕里建造，于1882年3月11日开幕，名为皇家大道剧院（Royal Avenue Theatre），有1200个座位，由F. H. Fowler & Hill 建筑事务所设计。目前剧院容量是786人。